# Giovanni Pettenella
Giovanni Pettenella (28 de março de 1943 — 20 de fevereiro de 2010) foi um ciclista italiano que participava em competições de ciclismo de pista.

## Carreira
Nos Jogos Olímpicos de Tóquio 1964, ele conquistou uma medalha de ouro, competindo na velocidade e uma de prata nos 1000 m contrarrelógio. Tornou-se profissional em 1965 e competiu até o ano de 1975. Em 1968, ele ganhou uma medalha de bronze, competindo na velocidade, no campeonato mundial.

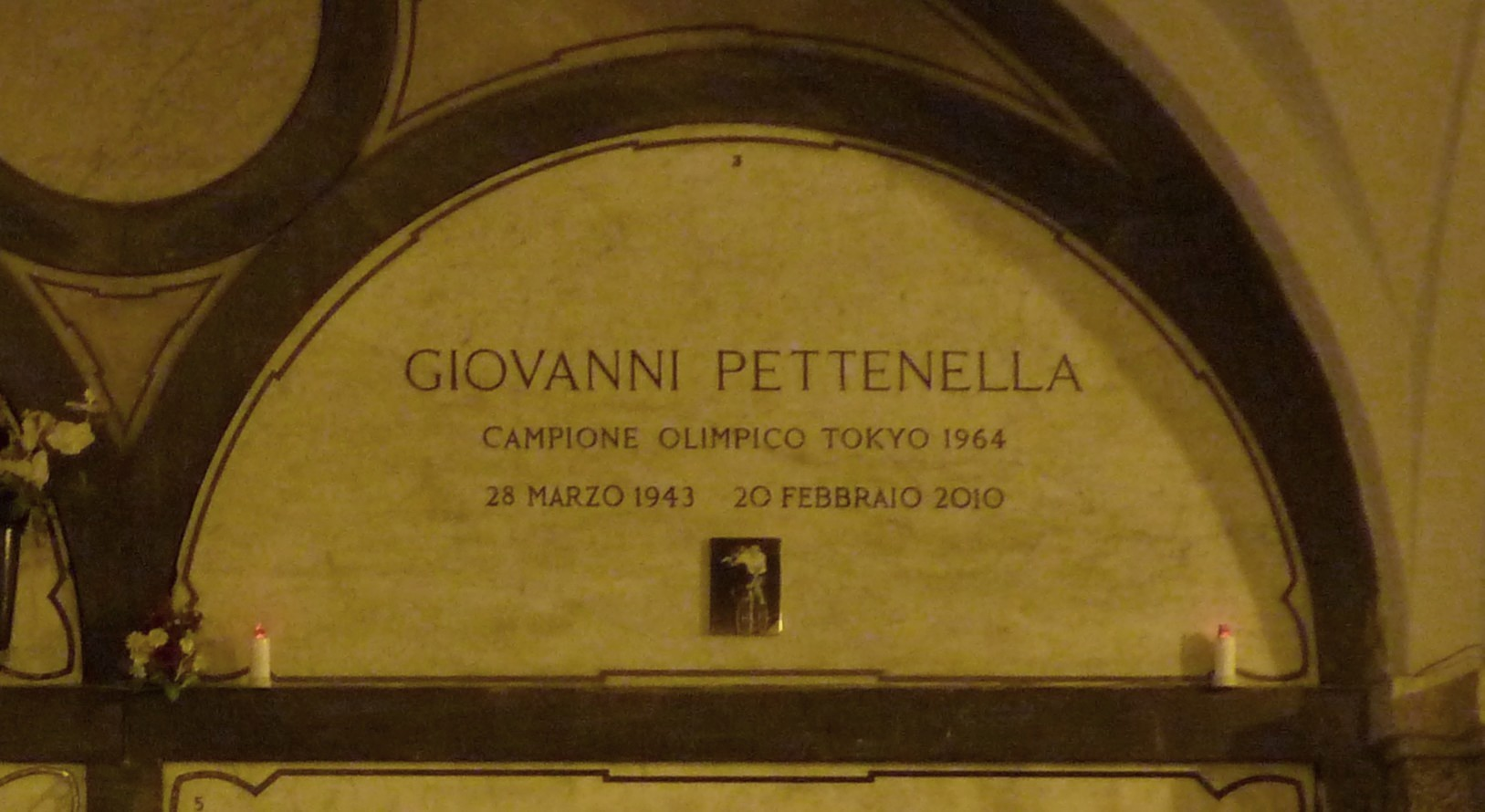
Túmulo de Pettenella no Cemitério Monumental de Milão, em 2015.

Pettenella faleceu em Milão, na Itália, e está sepultado no Cemitério Monumental da cidade.